# Mistrzostwa Europy w Saneczkarstwie 2004
39. Mistrzostwa Europy w saneczkarstwie odbyły się w dniach 3–4 stycznia 2004 roku w niemieckim Oberhofie. W tym mieście mistrzostwa odbyły się już trzeci raz (wcześniej w 1979 oraz 1998). Rozegrane zostały cztery  konkurencje: jedynki kobiet, jedynki mężczyzn, dwójki mężczyzn oraz zawody drużynowe. W tabeli medalowej najlepsze były Niemcy.

## Wyniki

### Jedynki kobiet
| Medal | Zawodniczka                  | Narodowość | Czas     | Strata |
| ----- | ---------------------------- | ---------- | -------- | ------ |
|       | Sylke Kraushaar              | Niemcy     | 1:22,995 |        |
|       | Tatjana Hüfner               | Niemcy     | 1:23,161 | +0,166 |
|       | Sylke Otto                   | Niemcy     | 1:23,376 | +0,381 |
| 4.    | Barbara Niedernhuber         | Niemcy     | 1:23,698 | +0,703 |
| 5.    | Sonja Manzenreiter           | Austria    | 1:23,705 | +0,710 |
| 6.    | Veronika Halder              | Austria    | 1:23,844 | +0,849 |
| 7.    | Anastasia Oberstolz-Antonowa | Włochy     | 1:23,857 | +0,862 |
| 8.    | Nina Reithmayer              | Austria    | 1:24,102 | +1,107 |

### Jedynki mężczyzn
| Medal | Zawodnik          | Narodowość | Czas     | Strata |
| ----- | ----------------- | ---------- | -------- | ------ |
|       | Armin Zöggeler    | Włochy     | 1:28,779 |        |
|       | David Möller      | Niemcy     | 1:28,937 | +0,158 |
|       | Jaroslav Slavik   | Słowacja   | 1:29,130 | +0,351 |
| 4.    | Jan Eichhorn      | Niemcy     | 1:29,169 | +0,390 |
| 5.    | Albert Diemczenko | Rosja      | 1:29,329 | +0,550 |
| 6.    | Reinhold Rainer   | Włochy     | 1:29,332 | +0,553 |
| 7.    | Dennis Geppert    | Niemcy     | 1:29,441 | +0,662 |
| 8.    | Rainer Margreiter | Austria    | 1:29,464 | +0,685 |

### Dwójki mężczyzn
| Medal | Zawodnicy                           | Narodowość | Czas     | Strata |
| ----- | ----------------------------------- | ---------- | -------- | ------ |
|       | Steffen Skel/Steffen Wöller         | Niemcy     | 1:22,633 |        |
|       | Christian Oberstolz/Patrick Gruber  | Włochy     | 1:22,855 | +0,222 |
|       | Andreas Linger/Wolfgang Linger      | Austria    | 1:23,101 | +0,468 |
| 4.    | Markus Schiegl/Tobias Schiegl       | Austria    | 1:23,153 | +0,520 |
| 5.    | André Florschütz/Torsten Wustlich   | Niemcy     | 1:23,293 | +0,660 |
| 6.    | Patric Leitner/Alexander Resch      | Niemcy     | 1:23,792 | +1,159 |
| 7.    | Hans Peter Fischnaller/Klaus Kofler | Włochy     | 1:23,816 | +1,183 |
| 8.    | Michaił Kuzmicz/Juri Weselow        | Rosja      | 1:24,230 | +1,597 |

### Drużynowe
| Medal | Zawodnicy                                                                      | Narodowość | Czas     | Strata  |
| ----- | ------------------------------------------------------------------------------ | ---------- | -------- | ------- |
|       | Jan Eichhorn/Sylke Kraushaar/Steffen Skel/Steffen Wöller                       | Niemcy     | 2:08,035 |         |
|       | Armin Zöggeler/Anastasia Oberstolz-Antonowa/Christian Oberstolz/Patrick Gruber | Włochy     | 2:08,498 | +0,463  |
|       | Martin Abentung/Veronika Halder/Andreas Linger/Wolfgang Linger                 | Austria    | 2:08,783 | +0,748  |
| 4.    | Jaroslav Slavik/Veronika Sabolová/Ľubomír Mick/Walter Marx                     | Słowacja   | 2:09,043 | +1,008  |
| 5.    | Albert Diemczenko/Aleksandra Rodionowa/Michaił Kuzmicz/Juri Weselow            | Rosja      | 2:09,120 | +1,085  |
| 6.    | Juris Šics/Aiva Aparjode/Andris Šics/Sandris Bērziņš                           | Łotwa      | 2:10,691 | +2,656  |
| 7.    | Przemysław Pochłód/Ewelina Staszulonek/Marcin Piekarski/Krzysztof Lipiński     | Polska     | 2:12,029 | +3,994  |
| 8.    | Jurij Hajduk/Natalija Jakuszenko/Oleg Żerebeskij/Roman Jazwinskij              | Ukraina    | 2:20,950 | +12,915 |

## Klasyfikacja medalowa
| Miejsce | Państwo  |   |   |   | Razem |
| ------- | -------- | - | - | - | ----- |
| 1.      | Niemcy   | 3 | 2 | 1 | 6     |
| 2.      | Włochy   | 1 | 2 | 0 | 3     |
| 3.      | Austria  | 0 | 0 | 2 | 2     |
| 4.      | Słowacja | 0 | 0 | 1 | 1     |